# پایگاه هوایی بالتییسک
پایگاه هوایی بالتییسک (به انگلیسی: Baltiysk (air base)) یک فرودگاه متروک است که یک باند فرود بتن دارد و طول باند آن ۲۰۰۰ متر است. این فرودگاه در شهر بالتییسک کشور روسیه قرار دارد و در ارتفاع ۳ متری از سطح دریا واقع شده‌است.